# Ted Dabney
Ted Dabney (San Francisco, 15 mei 1937 – 26 mei 2018) was de mede-oprichter van Syzygy en Atari. Tijdens zijn werk bij Ampex ontmoette hij Nolan Bushnell en samen richtten zij het bedrijf Syzygy op. Het eerste product dat werd bedacht was het videospel Computer Space uit 1971, dat werd geproduceerd en uitgegeven door Nutting Associates. Nadat Dabney zich in 1973 terugtrok uit Atari, verscheen hij niet vaak meer in het openbaar. In oktober 2010 was hij aanwezig bij de RetroGaming Roundup-podcast, waar hij zijn verhaal vertelde in een twee uur durend interview.
Dabney werd 81 jaar oud.